# داني أوخيدا
داني أوخيدا (بالإسبانية: Dani Ojeda)‏ هو لاعب كرة قدم إسباني في مركز الهجوم، ولد في 3 ديسمبر 1994 في لاس بالماس دي غران كناريا في إسبانيا. لعب مع نادي لورقة ونادي ليغانيس.

## وصلات خارجية
- داني أوخيدا على موقع قاعدة بيانات كرة القدم.إي يو (الإنجليزية)
- داني أوخيدا على موقع Soccerway.com (الإنجليزية)
- داني أوخيدا على موقع AS.com (الإسبانية)